# 갓텐
갓텐(ガッテン!, GATTEN)는 일본의 일본방송협회(NHK)에서 제작 · 방송한 생활 정보 프로그램이다. 매주 수요일 저녁 시간대에 방송하고 있다. 1995년 3월 29일부터 2016년 3월 26일까지 《타메시테갓텐》(ためしてガッテン)라고 있었으나, 2016년 4월에 개편하여, 《갓텐!》(ガッテン!)라고 제목으로 변경하였다.